# ミスタードリラー
『ミスタードリラー』 (Mr. Driller) は、ナムコ（現バンダイナムコエンターテインメント）が開発・発売したアクションパズルゲーム。

## ルール
主人公のホリ・ススム（2以降はプレイヤーキャラクターが追加）を操り、色分けされたブロックで構成された地面をひたすら掘っていき、地下のゴールを目指すというルール。パズル的要素があり、同色のブロックはくっつき(落ち切ってからだけではなく、空中でも縦横で接触すればその時点でくっつく)、4個以上くっつくと消滅する（主人公が到達する前から4個以上くっついていたものはそのままでは消えず、新たに同色のブロックがくっつくか、一段でも落下して着地すると消滅する）。消滅したブロックの上にある他色のブロックは落下する。
ブロックが主人公の頭上で消えずに落ちてくると押し潰されてミスになる（1回のみ耐えられるキャラクターもいる）。そのため、プレイヤーは常に頭上のブロックの接合状況を把握しながら掘り進まなければならない。また、エア（酸素）という時間制限があり、時間と共にエアの量が減っていく。またブロックの中には壊してしまうとエアが急激に減少してしまう×ブロックが存在し、単にまっすぐ下に掘り続けることは困難であり、迂回しなければならない場合もある。途中でエアカプセルを取って補給をしていかないと酸欠でミスになる。エアの減りは、深く掘り進むにつれて速くなっていく。また、エアカプセルの周りには一つ以上の×ブロックが存在し、深い位置ではエアカプセルの四方全てを×ブロックに囲まれていることも多い。
ブロックの並びは横9列が基本だが、一部機種（ゲームボーイカラー、初期の携帯アプリ）や初級者向けステージは横7列、一部作品の上級者向けステージは横15列にブロックが並ぶ。
1999年当時減少しつつあったアーケードパズルゲームの中で久々ともいえるヒット商品となり、雑誌『月刊アルカディア』で第一回アルカディア大賞を受賞している。また、同誌にて開発スタッフが、「企画、構想は以前から存在していたが、大量のブロックが落下することで処理落ちなどの問題が発生するため、ハード性能の面で実用化できなかった」とコメントしており、「シンプルだけどハイテクのゲーム」と述べている。画面上部にスクロールアウトし表示されなくなったブロックも処理している（PlayStation版など一部機種では処理していないものもある）ため、（連鎖消しの結果）忘れた頃に上から落ちてくるブロックもある。
一般には正式タイトルである『ミスタードリラー』ではなく、単に『ドリラー』と呼称されることが多いが、逆に『月刊アルカディア』では『ミスド』と略していた。

## ブロックの種類
ノーマルブロック
通常のブロック。4色（赤・青・緑・黄色）のブロックがあり、ステージによってデザインが異なる。同色のブロックはくっつき(落ち切ってからだけではなく、空中でも同色と縦横で接触すればくっつく)、4つ以上くっつくと消滅する。
最初から4つ以上くっついているブロックは、支えとなるブロックを掘るか消すかして落下・着地させるか、他の同色のブロックとくっつくと消える。
×ブロック
茶色（ステージ・作品によっては灰色）のブロック。ノーマルブロックと違い、5回掘ればその掘った位置の×ブロックのみを壊せるが、エアが20％減る、タイムアタックでは時間が増える（制限時間制の場合は減る）などのダメージを受ける。ノーマルブロックと同じく、4つ以上くっつくとまとめて消滅する。
『ミスタードリラーエース』のふしぎなパクテリアモードでは、『5ブロック』もしくは『ファイブブロック』という名称になっている。見た目も茶色のブロックに数字の5が書いてあり、掘った回数に応じてその個所の5ブロックに書かれている数字が減っていく。
クリスタルブロック
☆が描かれた銀色のブロック。点滅状態から一定時間が経つと透明色になり、その後即座に自動的に消滅し空洞になる。直接掘って壊すこともできる。
クリスタルブロック同士もくっつき、4つ以上くっつくと消え、元から4つ以上くっついていたクリスタルブロックが落下・着地しても消える。
ブロックの分類であるため、消える前のクリスタルブロックに押し潰されてもミスとなる。
ホワイトブロック
白いブロックで、作品によってデザインは違うが、他のブロックと違って丸みを帯びていることは共通している。他のホワイトブロックとはくっつかず自動的に消えないため、直接掘るかアイテムを使わないと壊せない。
一部作品では2×2のサイズのホワイトブロック(『ミスタードリラーエース』では『デカホワイトブロック』という名称になっている)が登場するが、2×2の状態で1つとして扱われ、どこを掘ってもまとめて消え、他のホワイトブロックが隣り合ってもそれ以上くっついたりすることはない。また落下・着地で消えたりすることもない。アイテムなどで一部を破壊すると、残った部分が1×1のホワイトブロックに分解される。
鉄ブロック
タイムアタックなど一部のモードで出現する、銀色の×ブロック。4つ以上くっつくいても消えず、直接掘ることもドリストーンで破壊することも種類を変化させることもできないため絶対に消すことができないが、一部のステージではブロックをクリスタルに変えるアイテムでクリスタルブロックに変換して消すことができる。
一部作品では『ハードブロック』という名称になっている。

## モード

### ミッション
基本的なモード。地底にあるゴールを目指して掘り進む。シリーズによって300m〜2,000mまでのステージに分かれるほか、ゴールが無く、1回ミスした時点で終了となる「とことんドリラー」モードも存在する。第1作の移植版では「アーケードモード」と呼ばれた。

### タイムアタック
制限時間内にブロックの配置が固定されたステージを掘り進み、ゴールを目指す。第1作の移植版より登場。数字に書かれた秒数だけ経過時間をマイナスしてくれるタイムアイテムが登場するが、×ブロックを掘ると5秒追加されてしまう。一部の作品は全ステージをクリアするとブロックの配置が左右反転し、合格タイムが厳しくなった裏ステージがプレイできる。

### ドリストーン
ドリストーンという様々な効果を持つアイテムを駆使するパズル性の高いモード。ドリストーンはステータスアップさせる黄、エアを回復する緑、特定の種類、範囲のブロックを消す赤、ブロックの色、種類を変化させる青の4色が存在し、ブロックの中に隠れていることもある。時間経過でエアが減ることはないが、「掘った量」でエアが消耗していく(基本1回掘るとエア1％消費、ブロックの大きさは関係ない)ため、できるだけ大きいブロックを掘ることで連鎖消しを誘発し、できるだけ掘る回数を減らしながら進むのが重要。ブロックにつぶされるとエア20％減、エアが0になった時点でゲームオーバー。このモードでは×ブロックを直接掘って壊してもダメージを受けないが、1回掘るのにやはりエアを1％消費するので、完全に壊すのに5％必要となる。『グレート』より登場。

### ドリラーレース
ランダムで様々な効果が現れる?（ハテナ）アイテムを駆使しながらゴールを目指す対戦モード。『エース』『ドリルランド』では4名まで、『ドリルスピリッツ』では5名までのプレイが可能。

### マイレージ
掘った距離やステージクリアなどでポイントが貯まり、プレイ毎に蓄積される。貯まったポイントはストアでお助けアイテム（残機、エアの回復量、バリアの耐久数、ハヤホリなどの効果がある）と交換でき、ミッションや一部のモード（「プレッシャー」など）で使用できるが、成績は残らない。『エース』より登場。

## シリーズ内容

### ミスタードリラー
シリーズ第1作。1999年11月にアーケード版がリリース。500mモードと1000mモードが存在する。1000mモードをノーミスもしくは60万点以上でクリアすると「ミスタードリラー」の称号が与えられ、20万点がボーナス点として追加される。
PlayStation版、ドリームキャスト版より「タイムアタック」モードが追加された。

### ミスタードリラー2
シリーズ第2作。2000年7月にアーケード版がリリース。アンナ・ホッテンマイヤーが初登場し、自然消滅するクリスタルブロック、2000mモードが追加。「ふたりでドリラー」や「タイムアタック」では消すことができない鉄ブロックや「ターン」（90°回転）、「フリップ」（180°回転）、「クリスタル」(特定のブロックをクリスタルブロックに変化させる)といったアイテムが登場する。アーケード版ではプレイヤーキャラクターが1P側はススム、2P側はアンナで固定されている。
アーケード筐体のサイバーリードIIにはPlayStation版と連携した隠しステージがある。メモリーカードスロットに「ミスタードリラー」の1000メートルモードをクリアしたデータか、タイムアタックモードのステージ10をクリアしたデータの入ったメモリーカードを挿入してからゲームを始めると、北極のステージが選べるようになる。
ゲームボーイアドバンス（2001年3月21日発売）、Windows（2002年3月29日発売）に移植された。また、ゲームボーイアドバンス版は2014年8月20日にWii Uのバーチャルコンソールで配信された。
ふたりでドリラー
フィールド内に登場するアイテムを駆使して相手のミスを誘い、残機を0にする2P対戦モード。
『グレート』では「ドリラーサバイバル」として登場。
ドリラーカード
ひとりでドリラーで一定の条件を満たすと入手できる本作のキャラクターの情報が書かれたカード。全20枚。

### ミスタードリラーグレート
2に新要素を追加した、グレードアップ版。基本的なグラフィック、ストーリー、ステージ構成は2と同じ。2001年3月にアーケード版がリリース。連結しないホワイトブロック、「ドリラーレース」が初登場。プレイヤーキャラクターにプチ、ホリ・アタル、ホリ・タイゾウ、ホリンガーZが追加された。アーケード版のリリース最終作となった。
2001年11月22日、PlayStation版が発売。アーケード版から内容が大幅にアレンジされ、初登場の「ドリストーン」モードを含むシナリオドリラーが追加。ハード性能の関係上、アーケード版で横15列だったステージは横13列に縮小されている。2013年6月26日より、ゲームアーカイブスにて配信開始。
シナリオドリラー
ドラマパートの合間にプレイパートが入り、ドリストーンステージ・CPUキャラクターとのドリラーレースをプレイするモード。
おまけドリラー
シナリオドリラークリア後、カーソルをシナリオドリラーに合わせてコマンドを入力するとプレイできる。ウサギを連れたアタルを操作し、ドリストーンステージをミスするまで掘り進む。

### ミスタードリラーエース ふしぎなパクテリア
2002年8月23日発売のゲームボーイアドバンス専用ソフト。マイレージシステムが初登場。携帯電話用アプリ（iアプリが2007年8月1日配信開始）にも移植されている他、2015年3月11日より、Wii Uのバーチャルコンソールにて配信開始。
ふしぎなパクテリア
「ドリストーンステージ」をアレンジした「ドリドラドの遺跡」がメイン。
手に入れたアイテムやマイレージポイントでパクテリアという生物を育てる。育てたパクテリアはステージ開始時にパクテリアの種類ごとに決まったドリストーンを生み出し、『ドリルランド』との連動でパレードに参加させることができる。

### ミスタードリラー ドリルランド
2002年12月20日発売のニンテンドー ゲームキューブ専用ソフト。各モードはテーマパークのアトラクションという構成。発売から約18年経った2020年に、『ミスタードリラー アンコール』のタイトルで復刻された（詳細は後述）。
ワールドドリルツアー
従来作における「ミッション」。アメリカやインドなど様々な国をモチーフにしたステージが用意されている。全てのプレイヤーキャラクターでプレイが可能。特定の条件を満たすとウサギが使用可能になる。
ドルアーガの穴
「ドリストーン」モードに『ドルアーガの塔』の要素を追加したアトラクション。アンナ専用。最後にエグリ扮するドルアーガに勝つとクリア。
ドリンディアドベンチャー
エアの概念が無く、ワナをいかに回避するかが勝負となるアトラクション。同じ色のブロックが4つ以上つながっても消えない。タイゾウ専用。
スタードリラー
『スタートリゴン』とのコラボレーションで、アストロレスキューの隊員に扮して掘り進むアトラクション。ススム専用。
?アイテムや「皆既日食」「白色彗星」といったお邪魔イベントが登場する。お助けキャラでトビ・マスヨが登場。
ホラーナイトハウス
暗闇の中、ブロックの中を移動するゴーストを退治するアトラクション。ゴーストが入れないホーリーブロックが登場する。ゴーストの潜むブロックを掘ると画面内全てのゴーストが襲いかかり、プレイヤーのHPにダメージを与える。ブロックの中に聖水を流し込むとゴーストが弱り、その状態のゴーストが潜むブロックを掘ると退治でき、落としたドリスタルを回収していく。同じ色のブロックが4つ以上つながっても消えない。アタル専用。
ドリルキャンプ
最大4人までの対戦モード。従来の「レースモード」に加え、同じ画面でメダルを取り合う「バトルモード」を収録。

### ミスタードリラー ドリラーパズル
「ドリストーンステージ」に特化した携帯電話用アプリ。javaアプリ（2003年2月3日配信開始）、iアプリ（2003年6月12日配信開始）。
高難易度版の『ドリラーパズルS』も登場した。iアプリ（2006年5月17日配信開始）。

### ミスタードリラー ドリルスピリッツ
2004年12月2日発売、ニンテンドーDS専用ソフト。上下2画面でドリラーは下画面に表示される。上画面には従来作品ではスクロールアウトしたブロック（アーケード版では表示されなくなっても、ある程度処理は継続される）が表示されている。最初はススムしか使用できないが、ミッションを進めていくと他のドリラーを使用できるようになる。
プレッシャー
マンホール博士の地球破壊兵器「マドリョリル」に追いつかれないように地底を掘り進みながら、パワーカプセルでチャージした「ドリル魂」で反撃する。パワーは最大3までチャージでき、パワーが多いほどドリル魂の威力が強まり、マドリョリルにダメージを与えた時の硬直時間が長くなる。
対するマドリョリルは三つの砲台を持ち、攻撃時にいずれか一つの砲台からクリスタル、×、ホワイトいずれかのブロックを発射する。ブロック発射時に砲台にドリル魂を当てればダメージを与えられる。

### ミスタードリラーアクア
「タイムアタック」に特化した携帯電話用アプリで海底が舞台。iアプリ（2006年2月1日 配信開始）、EZアプリ（2006年7月27日配信開始）、S!アプリ（2007年2月1日配信開始）。

### Mr. DRILLER Online
2008年4月2日、Xbox 360のLIVEアーケードより配信開始。2009年11月5日発売の『ナムコミュージアム バーチャルアーケード』にも収録された。オンライン対戦に対応。
タッグ対戦
2人でチームを組んで協力しながら相手チームとスコアを競う。
クエストドリラー
100m単位でエアカプセル取得制限などのクエストが出題されるモード。

### ミスタードリラーワールド
Wii専用ソフト。2009年2月24日に配信開始されたWiiウェア（要800Wiiポイント）。チュートリアル用のドリラー研究所と8つのステージ。各ステージは難易度（初級、中級、上級で、横幅やゴールまでの距離が変わる）を選択できる。

### サクッとハマれるホリホリアクション ミスタードリラー
ニンテンドーDSi専用ソフト。2009年2月25日に配信開始されたサードパーティ初のニンテンドーDSiウェア（要800DSiポイント）。ミッション、タイムアタック、ドリストーンと3つのモードを収録した1人用ソフト。
ミッションには「Lv.4 とらわれのエア300M」、「Lv.9 掘り極まる600M」など、難易度や特徴がわかりやすい15ステージに加えて、とことんの通常ステージとアイテムが出現するアイテムステージのエンドレス用の2ステージで全17ステージが用意されている。マイレージで購入したアイテムを使用してもクリアは記録されるが、ハイスコアやメダルの記録が付かない。
タイムアタックには通常の10ステージに加え、ステージが左右反転してノルマが難しくなった裏モードが10ステージで全20ステージを収録されている。
ドリストーンには難易度ごとに異なる4ステージととことんのエンドレス用の1ステージの全5ステージを収録されている。プレイヤーキャラクターはススムで固定。

### ミスタードリラーVS
携帯電話用アプリ。iアプリ（2010年3月1日 配信開始）。
1人用は「とことんドリラー」と、他プレイヤーのゴーストと競争する3分間のタイムアタックを収録。対戦ドリラーはオンライン（要パケット料金）と、近隣プレイヤーとのiアプリタッチ（Bluetooth使用）がある。

### ミスタードリラー アンコール
2020年6月25日にNintendo Switch・Steamで発売。『ミスタードリラー』発売20周年記念作で、内容は2002年にゲームキューブで発売された『ドリルランド』の復刻版。内容はオリジナル版と同じだが、本作では初心者向けに難易度を抑えた「カジュアル」が追加されている。2021年11月4日にPlayStation 4・PlayStation 5・Xbox One・Xbox Series X/S版が発売された。

## 登場人物

### ドリラー
ホリ・ススム
声：堀江美都子
本シリーズの主人公で、数々の難事件を解決し、現在ドリラーの最高位「ミスタードリラー」に世界でもっとも近い少年。普段は少々間の抜けたところがあるが、正義感と思いやる心は誰にも負けない。現在は家族と離れ、プチと二人で江戸川区にあるゼット博士が作った次世代型高性能住宅の試作品にモニターとして家賃無料で暮らしている。1987年3月3日生まれのO型、好きな食べ物はいも大福。一人称は「ボク」。髪の色は茶髪。
『ディグダグ』の主人公ホリ・タイゾウと『バラデューク』の主人公トビ・マスヨ（愛称KISSY）の息子で次男。両親は現在別居中で、母親に引き取られたトビ・タイヨウという弟と、モグリのドリラーをしている兄・アタルがいる。
ドリルランドの時には既にミスタードリラーの資格を得ており、UGSFのスタートリゴン隊と共に宇宙での宇宙人救出活動に参加した実績も持つ。数々の事件や地球の危機を解決したヒーローとして、全国的に有名になっている。
プレイヤーとしての能力は平均的。尖った能力のある他のプレイヤーに比べてエアーの消費量が少ないのが長所。初心者向け。
プチ
声：堀江美都子
言葉を喋る天才犬。江戸川で捨てられていたところをススムに拾われて以来、一緒に暮らすようになる。家事全般はプチの仕事。地磁気を感じ取って地中に埋まっている物を探し出す能力があり、また記憶力がよく、人の失敗をいつまでも覚えている。天然ボケなススムに対するツッコミ役でもある。花咲かじいさんの愛犬「ポチ」の子孫らしいが、詳しくは不明。当のポチは現在霊体として健在であり、ドリラー関係者の予言者パッカードと共に仲良く暮らしている。1995年生まれ。
プレイヤーとしての能力は常時段差を二つ登れる大ジャンプ。
アンナ・ホッテンマイヤー
声：堀江美都子
ドイツから来たエリートドリラー。ブロックあふれ出し事件をきっかけに日本にやってきた。現在は東京・麻布にある外国人専用マンションで、ホリンガーZと一緒に暮らしている。ドリラーになった理由は、落盤事故で両親を亡くす、行方不明になるなど、理由がいくつか存在し、本当のことはよくわからない。ススムをライバル視しているが、実は好意を持っている。一人称が「ボク」でボーイッシュな性格のため、男の子に間違えられやすい。1986年12月24日生まれのA型、好きな食べ物はスフレ。髪の色は金髪。
プレイヤーとしての能力は横移動がススムより若干速く、エアーの消費も若干速いこと。ススムに比べてより大胆な移動や危機回避が可能な中級者向け。
ホリ・アタル
声：古川登志夫
ススム、タイヨウの兄でタイゾウ、マスヨの長男。父親のタイゾウと仲が悪く、家を飛び出して世界を放浪している。養成学校をトップで卒業するも、現在はドリラー協会に所属していないモグリのドリラー。一匹狼で他人と行動するのはあまり好きではなかったが、『エース』以降はドリラーチームの一員となり、行動を共にする。シリーズが進むごとに少しずつ性格が丸くなってゆく。赤いマフラーは養成学校時代の親友、ジョルジュとの交換物。1983年7月7日生まれのA型。一人称は「オレ」。髪の色は灰色で、右目は前髪で隠れている。
お化けなどは平気らしいが、コウモリは苦手らしく、「ドリルランド」では青ざめていた。
名前の由来は担当声優である古川登志夫の代表作『うる星やつら』の諸星あたる。
ドリラーとしての能力は移動速度が最も速いスピードタイプ。エアーの消費量がアンナより激しくなっているため、上級者向けである。
『ディグダグ ディギング ストライク』では対戦モードで登場し、父タイゾウとの親子バトルを繰り広げる。
ホリ・タイゾウ
声：古川登志夫
ススム、アタル、タイヨウの父親であり、ミスタードリラー第一号。ドリラー協会名誉会長でもある。1982年のディグダグ事件や、その後の南国島作戦（『ディグダグII』）を事実上1人で解決した英雄として世界中に名を知られている。性格はかなりマイペース、いつもは世界中を冒険しているため、なかなか日本には帰って来ない。妻とは別居中だが、週に一度は必ず会いに行かされている。『ディグダグ ディギング ストライク』の裏エンディングでは妻には頭が上がらない様子である。1955年1月1日生まれのO型。一人称は「ワシ」。髪の色は赤茶色。
プレイヤーとしての能力は掘ったブロックがすぐ消えることであり、縦方向の移動が全キャラクターで最も速いためスピードクリアに最も適したキャラクターである。優秀な性能を持つ代わりにエアーの消費量もトップクラスで、移動速度が遅い。上級者向け。
『ディグダグ ディギング ストライク』では再び主人公として登場している。
ホリンガーZ
声：田中秀幸、古川登志夫（DS版）
ゼット博士が開発した、極限作業用ロボット。ドリルに変形して地底を掘り進むことができる。地球にやさしい空気エンジンを利用しているので、人間同様酸欠を起こしてしまうのが玉にキズ。現在は、人間らしさを身につけるためアンナの家に居候中。最近では喜怒哀楽を表すことも増え、かなり人間らしくなった。1995年6月22日生まれの2ストオイル。
量産化に成功しており、量産型ホリンガーも存在する。性能の差は全くなく、むしろ手作りであるオリジナルより壊れにくいとか。対戦プレイの同キャラプレイの際、他のプレイヤーはクローンが登場するがホリンガーZの場合は量産型ホリンガーが2Pプレイヤーとなる。
プレイヤーとしての能力はバリアの標準装備で、一度潰れただけではミスにならない。移動性能が微妙に低いのが欠点。また、初期状態ではエア消費はススムより少ないが、一度潰されてバリアがはがれた状態ではエアの消費量が全キャラクター中最大（タイゾウ並み）になる。
ウサギ
隕石落下現場で倒れているところをアタルに助けられたウサギ。実は地球を侵略しに来た極悪宇宙人軍団の尖兵だが、アタルの優しさにふれ、侵略を開始する前にもう少し地球人を観察することにした。言葉も話さず、アタル以外誰ともコミュニケーションを持たない。また、ドリルを使わずにブロックを壊す能力も持っている。
家庭用での隠しキャラクターとして登場。ハイジャンプと3WAYを標準装備しており、掘った方向の両隣を掘れる唯一のプレイヤー。アタル並の移動性能とタイゾウ並のブロック消滅速度を持つ万能キャラクター。その分エアーの消費も激しい。

### 暗黒ドリラー
かつて、悪の天才科学者マンホール博士の命令で闇の仕事を行っていた、悪のドリラー3人組。現在は闇の仕事がないため、転々とアルバイトをしている。3人で一緒のトレーラーハウスに住んでいる。
マンホール博士
声：田中秀幸
悪の天才科学者。元々はゼット博士の良きライバルとして世界平和のための研究をしていたが、誤解から世間の非難を浴びて性格がねじ曲がり、なにかにつけて地球を破壊しようとする破滅主義者になってしまった。代表的な発明は地球破壊ドリルシリーズだが、その全てをススムに止められている。
ドリラー協会と地底王国が共同で開発にあたっていた世界初の大規模地下型テーマパークの開発にフルイード財団の当主、フルイードを名乗って接近。2年はかかるハズだったジオフロントの製作を、地球破壊ドリルDXを使うことでわずか半年で成し遂げた。もちろん目的は人類に絶望を与えることだったのだが、計画は阻止されドリルランドは今も人々に希望と喜びを与えている。
キール・サーク
声：中井和哉
暗黒ドリラー3人衆のリーダー的存在。忍者一家の子孫、父の代まで続いていたテーマパーク「忍者村」が不況のあおりで倒産、再建を目指す。性格は冷酷でひねくれもの、しかし仕事はきちんとこなす真面目。能力は移動速度とエアの消費量が速いアタルに似たタイプ。2月22日生まれのB型。
ハタケヤマ・エグリ
声：前田愛
暗黒ドリラーの紅一点。小さい頃名前でいじめられていたため、今は「ティアラー」と名乗るが誰1人そう呼んではくれない。気分屋で我侭で自己中心的、善悪の判断よりも自分の思い通りになるかどうかが全て。アタルの追っかけでもある。『グレート』では相棒に喋るカラス（声：伊倉一恵）がいたが、『ドリルランド』では愛想をつかされた。前方2マスのブロックを掘れる。4月1日生まれのAB型。髪の色は金髪。
コワース
声：中井和哉
暗黒ドリラーの1人。ドリラー研究所の人造人間計画によって誕生した、3体の中の1体ではないかといわれている。怪力の持ち主で、性格は至って温厚だが、逆上すると恐い。タイゾウのことを尊敬している。インテリアに凝っており、趣味はイタリアンモダン。能力は移動速度が遅いが、前3方向を掘れる。血液型はX型。

### その他
ゼット博士
声：中井和哉、古川登志夫（DS版）
ドリラー協会の最幹部組織、ドリラー評議会の一員であり、ドリラー研究所の所長。天才的な頭脳の持ち主で、機械学、生化学、環境科学など様々な学問の分野で、輝かしい功績を残す。『エース』のふしぎなパクテリアではブロックの残骸を食べるパクテリアを発見し、その研究に没頭する。好物は苺牛乳。
ミキオ、ヒタル
声：伊倉一恵、前田愛
ゼット博士の助手。
トビ・マスヨ
声：堀江美都子
ススム、アタル、タイヨウの母でタイゾウの妻。『バラデューク』の主人公。夫やアタル、ススムとは別居しており、ススム、アタルの弟・タイヨウと暮らしている。元UGSF空間騎兵所属。酔うと「キス魔」になるため、KISSYというあだ名があり、バラデュークの1Pの名前はKISSYであった。UGSFを除隊してからは小説やエッセイを書いたり、コメンテーターとしても活躍。代表作は『激突！ 戦う母の子育て日記』。ウラシマ効果で実年齢より7歳若い。スパルタ教育で3人の息子を超一流のスペシャリストに育てあげ、亭主の手綱も完全に握っている。『ドリルランド』の「スタードリラー」で、飛んできてススムにアイテムを二つくれる。12月31日生まれのA型。
トビ・タイヨウ
声：伊倉一恵
ススムやアタルの弟でタイゾウ、マスヨの三男。園児の頃は兄たちと同じくドリラーを目指していたが、閉所恐怖症でドリラーの道を諦めている。その後、母の勧めでパイロットの道へ進んだ所才能が開花。5歳で国際ヘリコプター免許を取得、その後も次々とほぼ全ての航空機の免許を取得していった。現在はドリラー協会専属パイロットとして、ススムたちを現場までヘリコプターで送り届けたり、ゴールしたドリラーを地上へ引き上げるトランスポーターの仕事をしている。世界中を飛び回っているのに日本語しか話せないのが玉にキズ。5月5日生まれのA型。
シータ・モングレー
声：伊倉一恵
PS版『グレート』に登場。ニューヨークに住むアンナの友人。元ドリラーであり、現在はスーパーモデルを目指して特訓中。また、アメリカ有数の石油会社を持つモングレー財閥の娘でもある。父の教育方針により、小さいころにドイツにあるドリラー養成機関に入れられた。そのときにアンナと知り合い、ドリラーを引退した今も親友関係である。『ドリルランド』にも姿のみ登場。髪の色は茶髪で、花の髪飾りをつけている。肌の色が小麦色。
ホウ・ランカ
声：前田愛
PS版『グレート』に登場。中国の女性ドリラー。雑技団の花形スターでもあり、身寄りのない子供の世話もするしっかり物。どんな逆境にも負けない強い精神力と根性を持っている。
トニー・カーク・ホルノスキー
声：伊倉一恵
PS版『グレート』に登場。ロシアのドリラー。バレリーナの母と生物学者の父をもつ。言葉の最後に「でーす」などと伸ばすことが多い。バレリーナを目指していたが、父の仕事を見学していて、氷河に眠るマンモスを見て心を打たれる。地下の世界に生き残っていると言い伝えられる、生きたマンモスに会うことを夢見て、ドリラーになることを決意する。バレエで培ったバランス感覚は群を抜いている。得意技はグラン・フェッテを応用した高速回転掘り。

### 地底人
うっかり者で、本シリーズで彼らの食料である色ブロックが地上にあふれ出す騒ぎの原因を引き起こしている青い鳥のような外見をした人種である。地上人に対しては敵対視しておらず、この事件に関しては申し訳なく思っている。なお、地底人の食料であるブロックは色によって味が異なることと、地上人には「食料問題が解決する」との理由で食べられないことが、『月刊アルカディア』に掲載された開発者インタビューで語られている。
彼らには性別の区別がないらしく、いわゆる両性具有らしい。見た目は皆ソックリの外見だが、本人たちはそう思っていないとのこと。テレパシーで会話をできるが、ススムたち地上人と話す時は地底人の言葉を翻訳する機械を通じて会話をしている。一般的な地底人以外にも王様、大臣といった上位階級の地底人も存在する。それらの地底人に関してはエンディングなどで見ることができる。地上に溢れ出すほどブロックがあることで、地底王国に住む地底人たちの食料は充分に余裕があるのだが、彼らも一応は何かしらの仕事に就いている。
そのほかに「1UP地底人」という病気や怪我を治癒する不思議な能力を持った地底人がいたり、体の色が紫色の「宇宙地底人」や後の『スタートリゴン』に登場した「宇宙人」も存在する。
宇宙地底人は、約5万年前にアリゾナに落下した巨大な隕石の衝撃で大量の粉塵とともに宇宙空間に投げ出された地底人が、そのまま宇宙空間で適応できるように進化して生まれた種族であるため、地底人に近い仲間である。ただし、宇宙人に関しては地底人とはまったく別の種族であると言われている（宇宙人は『スタートリゴン』では体の色が黄色であったが、後ほどのシリーズでは体の色が緑色になっていた）。

## 北米版
北米版ではゲーム自体に大きな違いはないが、主に以下のような点が異なっている。
- 深さの単位が1m（メートル）の代わりに5ft（フィート）になっている。
- 「ミスタードリラー」の称号は「MASTER DRILLER（マスタードリラー）」となっている。

## 関連ゲーム
- ディグダグ - 『ミスタードリラー』の開発当初は「ディグダグ3」と呼ばれ、『ディグダグ』、『ディグダグII』に続く後継作品とされていた。同作の主人公はタイゾウであり、ストーリー上は続編となっている。
- バラデューク - ススムの母・マスヨは同作（『バラデューク』）の主人公である。
- NAMCO x CAPCOM - ディグダグ枠でタイゾウ（声：古川登志夫）、バラデューク枠でマスヨ（声：水谷優子）が味方キャラクターとして登場する。ミスタードリラーの設定が盛り込まれているほか、同作時点ではまだ結婚していない。
- スタートリゴン - ススムがプレイヤーキャラクターの1人として登場する。
- 太鼓の達人 - 踊り子として登場。
- ファミスタシリーズ - ススムがナムコスターズの選手として登場するほか、このゲームの世界観を意識したドーム球場も存在する。